# Dionne Visser
Dionne Visser (Vlaardingen, 29 oktober 1996) is een Nederlandse handbalster die uitkomt in de Duitse Handbal-Bundesliga voor HSG Bensheim/Auerbach.